# Chiesa di San Vitale (Novella, Italia)
La chiesa di San Vitale è la parrocchiale  a Romallo, frazione di Novella, in Trentino. Fa parte della zona pastorale delle Valli del Noce e risale al XV secolo.

## Storia

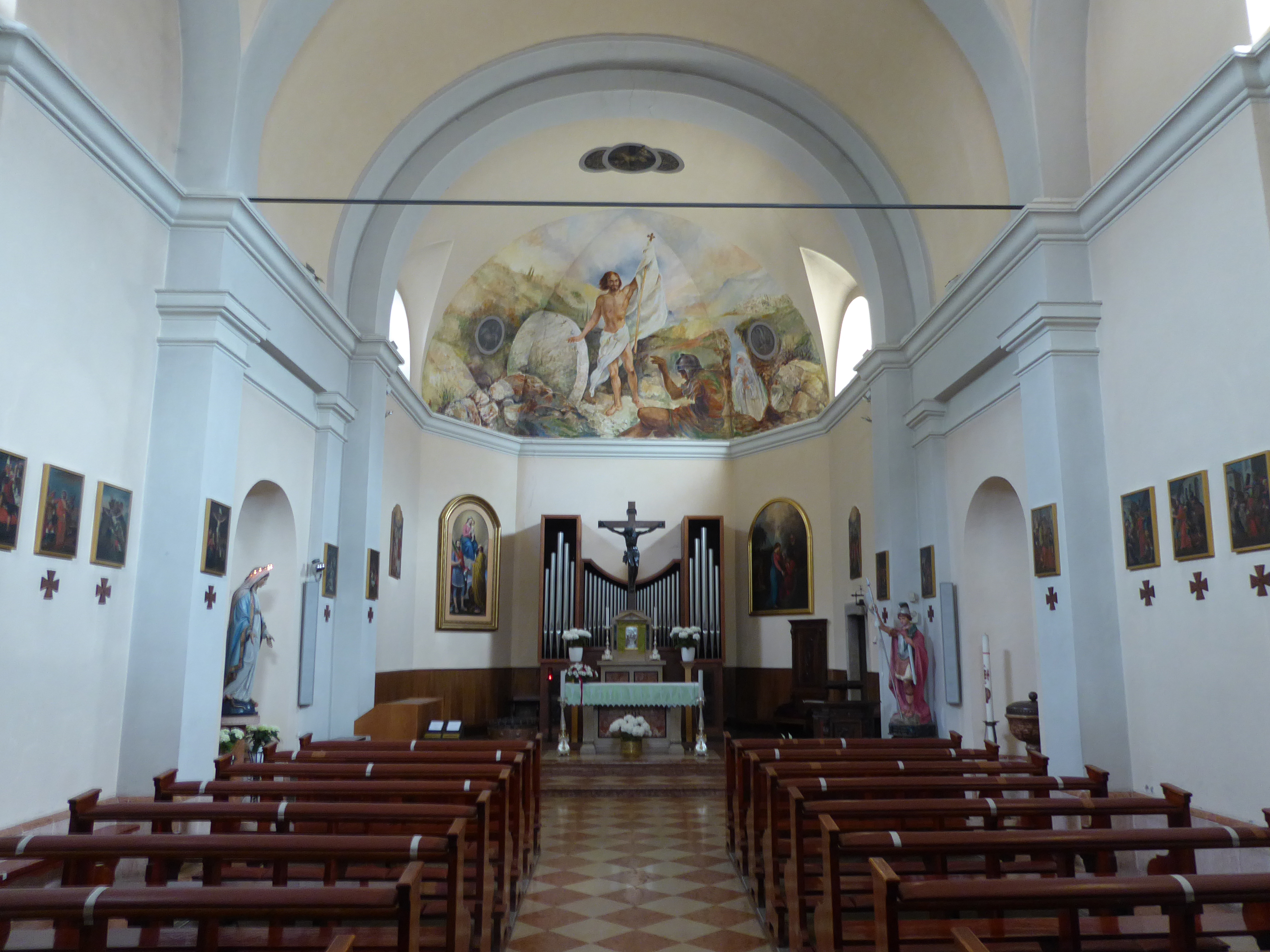
Interno

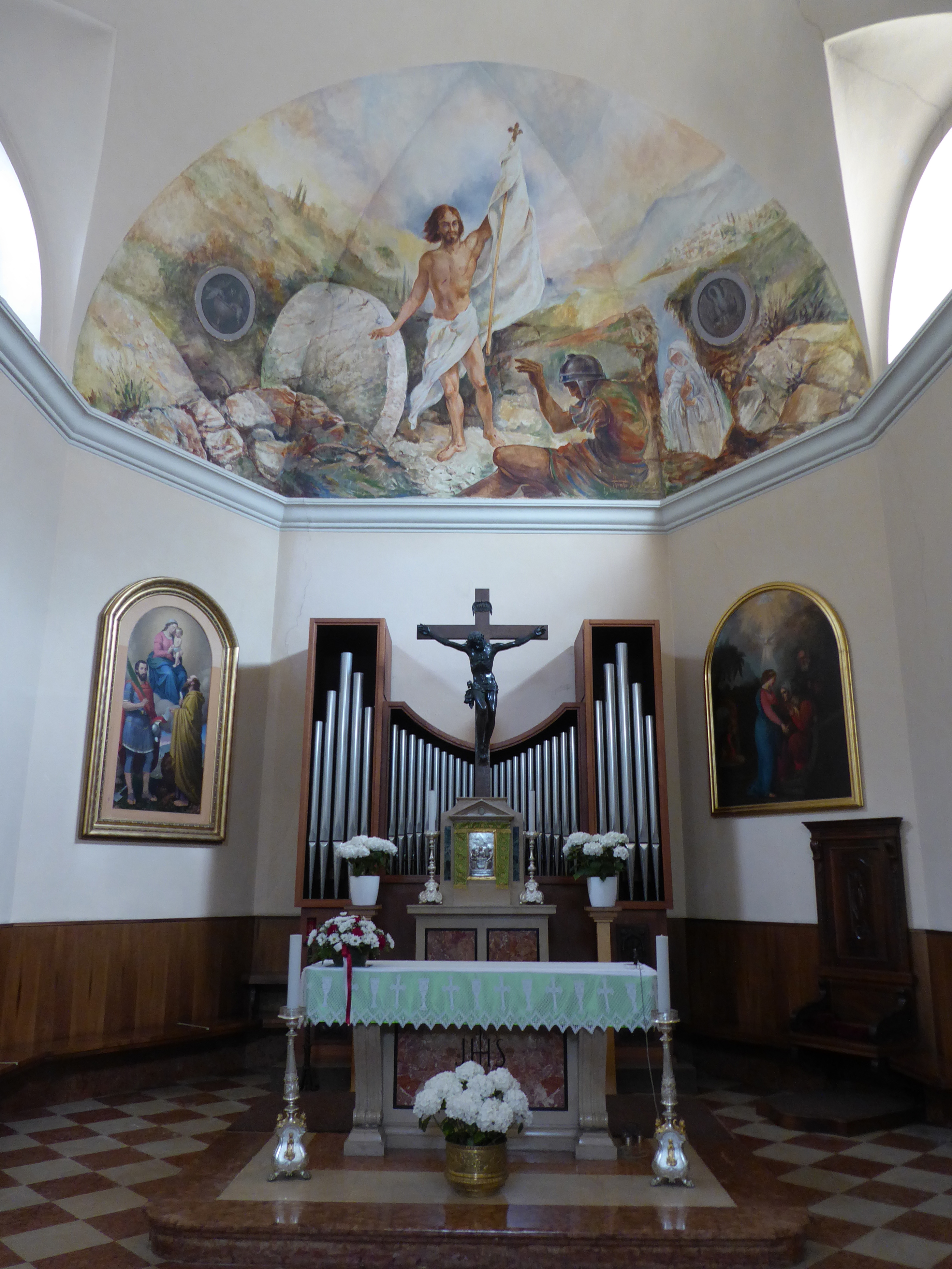
Presbiterio

Il periodo esatto della costruzione del luogo di culto non è noto ma si presume possa essere collocato nel corso del XIV secolo e la prima menzione della chiesa dovrebbe risalire al 1412. L'anno corrisponderebbe anche alla sua prima consacrazione, avvenuta il 16 maggio.
Dalle prime descrizioni risulta che il luogo di culto disponeva già di tre altari ma di poche suppellettili sacre. Le dotazioni economiche erano controllate dalla Regola di Romallo e dal rettore della pieve di Revò.
All'inizio del XVI secolo fu oggetto di importanti interventi di ampliamento che furono seguiti da una seconda consacrazione solenne officiata dal suffraganeo del vescovo di Trento monsignor Michele Iorba. Un nuovo ampliamento venne realizzato circa due secoli dopo, a partire dal 1742. L'edificio medievale era ormai inadeguato per dimensioni e stato alle necessità dei fedeli ed alla chiusura del cantiere, nel 1745, gli atti visitali di poco successivi documentarono che la nuova sala della chiesa risultava più che raddoppiata rispetto alla situazione precedente.
Attorno al 1826 la chiesa venne descritta come filiale primissariale esposta della chiesa di Santo Stefano, la pieve di Revò. Poco dopo la metà del XIX secolo, il 3 agosto 1853, un incendio distrusse parte dell'abitato e procurò ingenti danni anche all'edificio religioso. 
A partire dal 1855 iniziò la sua ricostruzione, ultimata quattro anni dopo. La solenne consacrazione della chiesa rinnovata fu celebrata durante una visita pastorale il 29 luglio 1865.
Ebbe la concessione della custodia dell'Eucaristia nel 1869 e pochi anni dopo nella sala venne costruito il pulpito in legno dallo scultore Fedele Battocletti di Cavareno. Negli ultimi anni del secolo vennero rinnovate le pavimentazioni interne e nel 1897 ebbe la concessione del fonte battesimale.
Venne elevata a dignità parrocchiale nel 1938 con atto del vescovo di Trento Celestino Endrici.
A partire dagli anni settanta e sino al 2014 l'edificio è stato oggetto di vari interventi di aggiornamento e restauro. Sono state ritinteggiate le superfici interne ed esterne, è stato costruito l'organo dalla ditta Mascioni, si è realizzato l'adeguamento liturgico, si è provveduto a rinnovare la copertura della torre campanaria in rame, si sono impermeabilizzate le strutture murarie delle fondamenta e si è iniziata la preparazione di una nuova porta in bronzo per il prospetto anteriore.

## Descrizione
La chiesa è situata nel centro di Romallo ed è orientata verso est. La facciata in stile neoclassico e con un ampio frontone triangolare è caratterizzata da lesene che la incorniciano e da un grande arco a tuttosesto che racchiude il portale architravato al quale si sovrappone, in alto, una grande finestra a lunetta. La torre campanaria di aspetto solido ha base quadrata ed è dotata di ingresso dedicato. Immediatamente sotto la cuspide in rame e sopra la cella campanaria c'è un orologio.
La navata interna è unica.